# بوب بيترس
بوب بيترس (10 يناير 1974 في بلجيكا - ) هو مدرب كرة قدم ولاعب كرة قدم بلجيكي في مركز الهجوم. شارك مع منتخب بلجيكا لكرة القدم. أما مع النوادي، فقد لعب مع رودا ياي سي وفيتيسه آرنهم وليرس ونادي جينك ونادي ميلوول.

## مسيرته الكروية
لعب بوب بيترس خلال مسيرته الاحترافية مع 5 أندية في ثمانية عشر موسمًا وسجل خلالها 96 هدفًا ضمن 359 مباراة. حيث فاز في موسم واحد بالكأس وفي موسم واحد بالدوري.
خاض بوب بيترس مسيرته مع نادي ليرس في موسم 1992–93 في المرة الأولى ليلعب معه خمسة مواسم ثم في موسم 2006–07 ولمدة موسمين، مشاركًا طوالها في 143 مباراة سجل خلالها 27 هدفًا. ثم انتقل إلى نادي رودا كيركراده في موسم 1997–98 واستمر معه طيلة ثلاثة مواسم، حيث شارك في 93 مباراة سجل خلالها 39 هدفًا. لينتقل بعدها إلى نادي فيتيسه آرنهم في موسم 2000–01 ليلعب معه أربعة مواسم، مشاركًا في 77 مباراة سجل خلالها 17 هدفًا. ثم انتقل إلى نادي ميلوول في موسم 2003–04 واستمر معه طيلة ثلاثة مواسم، مشاركًا في 25 مباراة سجل خلالها 3 أهداف. هذا وانتقل لاحقًا إلى نادي جينك في موسم 2005–06 لمدة موسم واحد، مشاركًا في 21 مباراة سجل خلالها 10 أهداف.

## وصلات خارجية
- بوب بيترس على موقع الاتحاد الدولي (مؤرشف)  (الإنجليزية)
- بوب بيترس على موقع الاتحاد البلجيكي (الإنجليزية)
- بوب بيترس على موقع قاعدة بيانات كرة القدم.إي يو (الإنجليزية)
- بوب بيترس على موقع ناشيونال فوتبول تيمز (الإنجليزية)
- بوب بيترس على موقع Soccerbase.com (مدرب) (الإنجليزية)